# Matilda II (stridsvagn)
Infantry Tank Mark II, Matilda II (vanligen bara Matilda) eller A12 var en brittisk tung stridsvagn (infanteristridsvagn) under andra världskriget. Den utgjorde en viktig funktion under bland annat det tidiga ökenkriget då italienarna inte hade någonting som rådde på Matildastridsvagnen med sitt 78 mm tjocka pansar, så den kunde effektivt användas till att skära av italienarnas linjer. När Tyskland gick in i Afrika så slog deras 88-millimeterskanon ut även Matildastridsvagnen.
Matilda vägde 26 ton och var 5,61 meter lång och 2,52 meter hög. Med två svaga dieselmotorer var den tämligen långsam, den kom upp i ungefär 24 km/h på vanlig landsväg. Den var som de flesta brittiska stridsvagnar underbeväpnad med sin 40 mm tvåpundskanon och en kulspruta. Den kunde enbart skjuta pansarbrytande fullprojektiler vilket gjorde den näst intill verkningslös mot infanteri, i likhet med de flesta brittiska stridsvagnar vid tidpunkten.

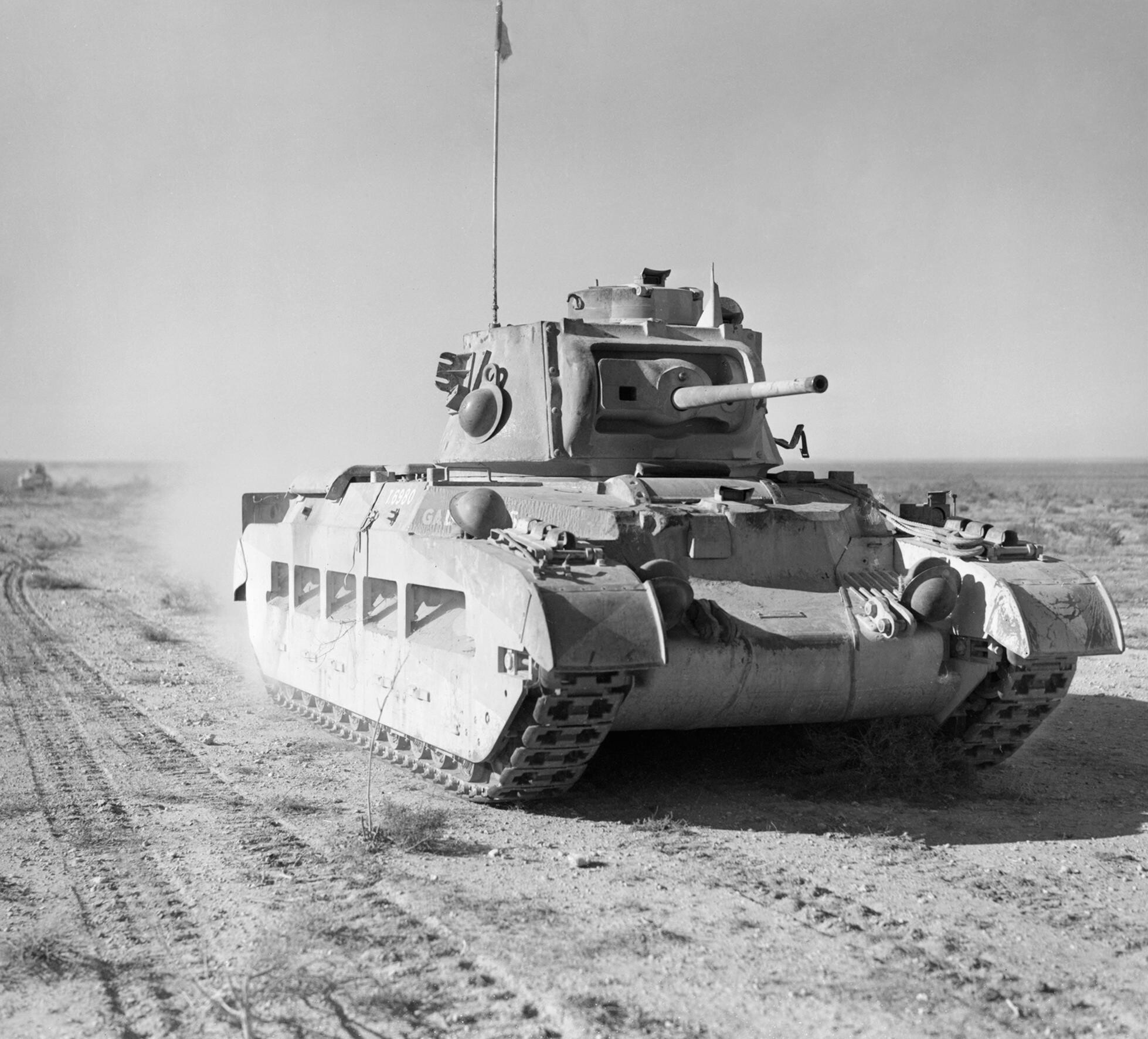
Stridsvagn Matilda i Egypten under Operation Compass, 19 december 1940

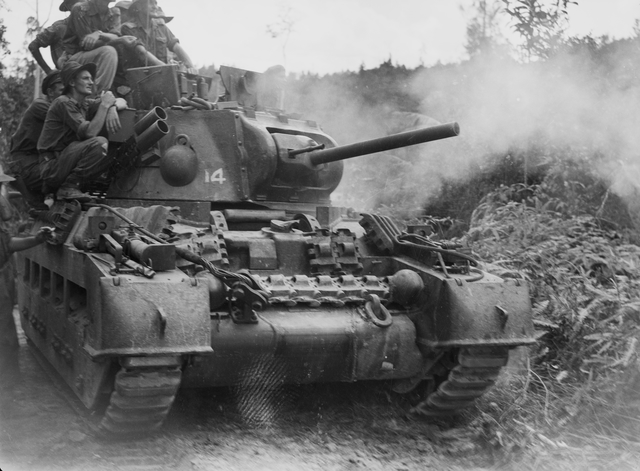
Stridsvagn Matilda öppnar eld mot japanska styrkor under Slaget om Tarakan, Tarakan, 20 maj 1945

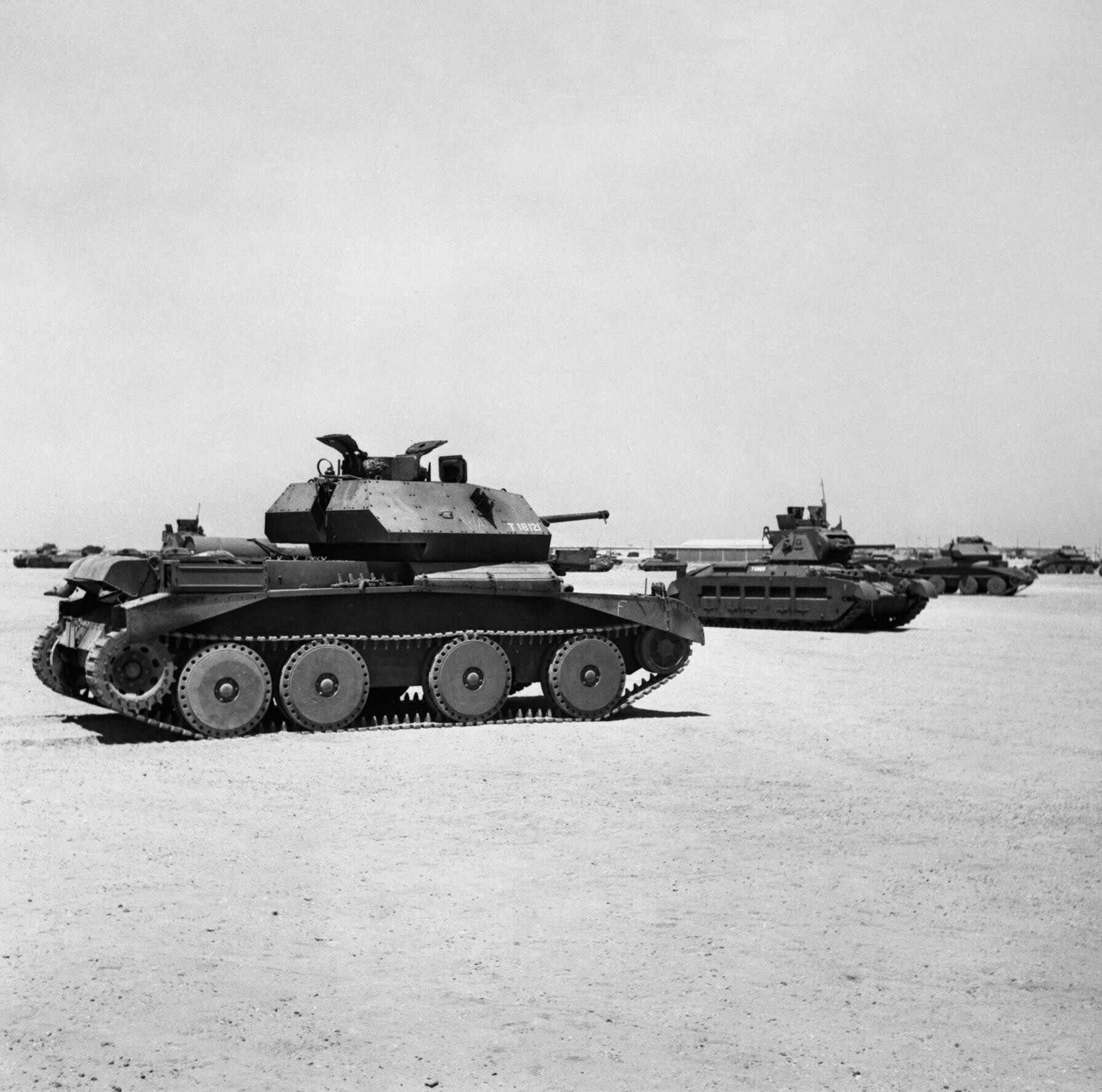
Cruiser Mk IV med Matilda stridsvagn i Egypten, 5 september 1941